# Клаффон
Клаффон (д/н — бл. 500) — король лангобардів.

## Життєпис
Син короля Ґодеока. Про нього відомо з трактату «Походження народу лангобардів» і з праці «Історія лангобардів» Павла Диякона. Але в цих історичних джерелах про правління Клаффона не повідомляється жодних подробиць. Відомо тільки про те, що в той час лангобарди проживали на території колишньої римської провінції Норик. Ймовірно, саме під орудою Клаффона вони зайняли цю територію після поразки Одоакра у війні з остготським королем Теодорихом Великим. Помер король близько 500 року. Йому спадкував син Тато.